# 니미정
니미정(新見町)은 오카야마현 아테쓰군에 있던 정이다. 현재의 니미시에 해당한다. 1900년 3월 31일까지 아카군에 속했다.

## 역사
- 1889년 6월 1일 - 정촌제 시행에 의해 아카군 니미촌이 발족하였다.
- 1896년 2월 26일 - 정으로 승격해 니미정이 되었다.
- 1900년 4월 1일 - 뎃타군과 아카군(일부)가 합병해 아테쓰군이 되었다.
- 1938년 4월 15일 - 15시 15분경에 미쿠리야정의 셋집에서 화재로, 전체 마을의 약 3분의 1, 약 300호가 소실되었다.
- 1954년 6월 1일 - 가미이치정, 미요시촌, 이시가사토촌, 구사마촌, 도요나카촌, 구마타니촌, 스고촌과 합병, 시로 승격해 니미시가 발족, 동일 니미정은 폐지되었다..

## 교통

### 철도
- 일본국유철도
  - 기신선
  - 하쿠비선